# Provinzen Japans

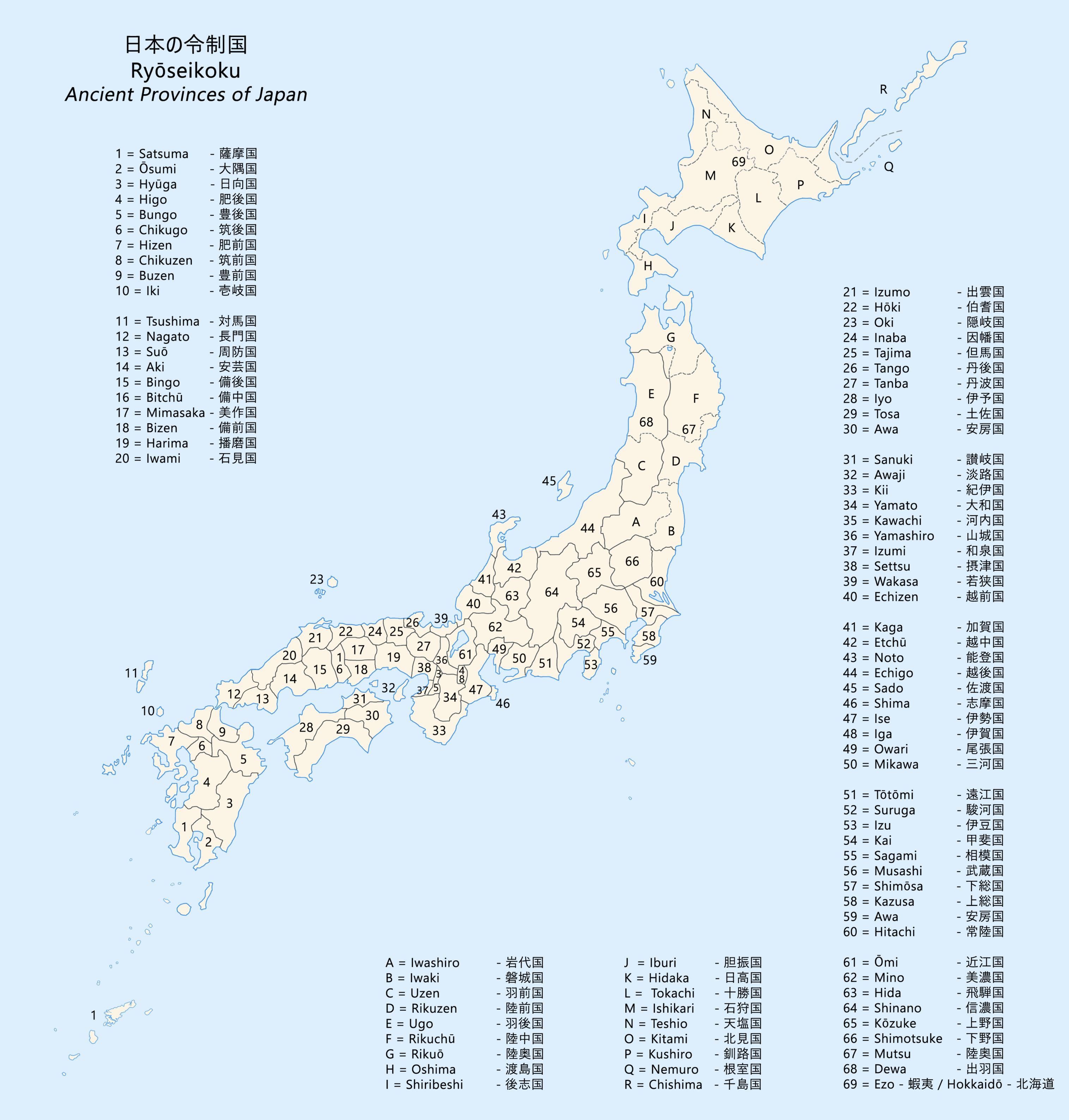
Provinzen Japans

Seit dem Altertum ist Japan in Provinzen (国 kuni, dt. „Länder“) unterteilt.
Ab dem Mittelalter wurden die Provinzen als politische Landesgliederung zunehmend von feudalen Fürstentümern verdrängt und waren spätestens mit dem vollständigen Zusammenbruch der einheitlichen staatlichen Ordnung in den Bürgerkriegen des 16. Jahrhunderts überkommen, wurden als primäre geographische Einteilung Japans aber durchgehend weiter genutzt und auch als Verwaltungseinheiten nie formal abgeschafft. Die zum Ende hauptsächlich zeremoniellen Verwaltungsfunktionen der Provinzen wurden erst in der Meiji-Restauration im 19. Jahrhundert endgültig abgeschafft, und die zunächst als direkte Nachfolger der Feudalgliederung eingerichteten Präfekturen wurden zur ausschließlichen politischen Landesgliederung. Nachdem sie sich in mehreren Fusions- und Grenzbereinigungswellen territorial stabilisiert und vielerorts den Provinzgrenzen angenähert hatten, ersetzten die Präfekturen die Provinzen seit dem späten 19. Jahrhundert auch zunehmend als primärer geographischer Bezugsrahmen. Aber gelegentlich werden Provinzen als geographische Bezeichnungen auch heute noch verwendet.

## Geschichte

### Als Verwaltungseinheiten des Kaiserhofs
Die Provinzen wurden im Altertum sowohl als administrative Einheiten und geografische Regionen etabliert. Jede Provinz wurde weiter in gun (früher kōri) unterteilt.
Die Provinzen wurden in Kinai (in der Hauptstadt) und 7 oder – mit Hokkaidō, eine neuzeitliche Ergänzung – 8 dō („Routen, Wege“, weniger wörtlich „Großlandschaften, Reichskreise“; vgl. chinesische Dao) eingeteilt. Diese Einteilung wurde Gokishichidō genannt. Dō entsprachen in diesem Zusammenhang jedoch noch nicht frühneuzeitlich-modernen Verkehrswegen (Kaidō) wie dem Tōkaidō von Tōkyō nach Kyōto oder Kōbe.
Die obersten Provinzbeamten inkl. des Gouverneurs wurden Kokushi, älter auch kuni no tsukasa, genannt und die Hauptstädte Kokufu.

### Mittelalter
Als im Mittelalter die Macht der Zentralregierung vom Kaiserhof auf den Shōgun überging und später ganz zu schwinden begann, gab es für die Provinzen zentral bestimmte Militärgouverneure, shugo, die die vom Kaiserhof bestimmte Zivilverwaltung der Provinzen zunehmend verdrängten. Zum Ende werden diese shugo-daimyō genannt und waren schließlich praktisch eigenständige, feudale Territorialherrscher, deren Herrschaft mehr auf ihrer eigenen wirtschaftlichen und militärischen Stärke als auf einer Zentralgewalt beruhte, und deren Herrschaftsgebiete somit auch nicht mehr unausweichlich an die Provinzeinteilung gebunden waren.

### Als geographische Landeseinteilung

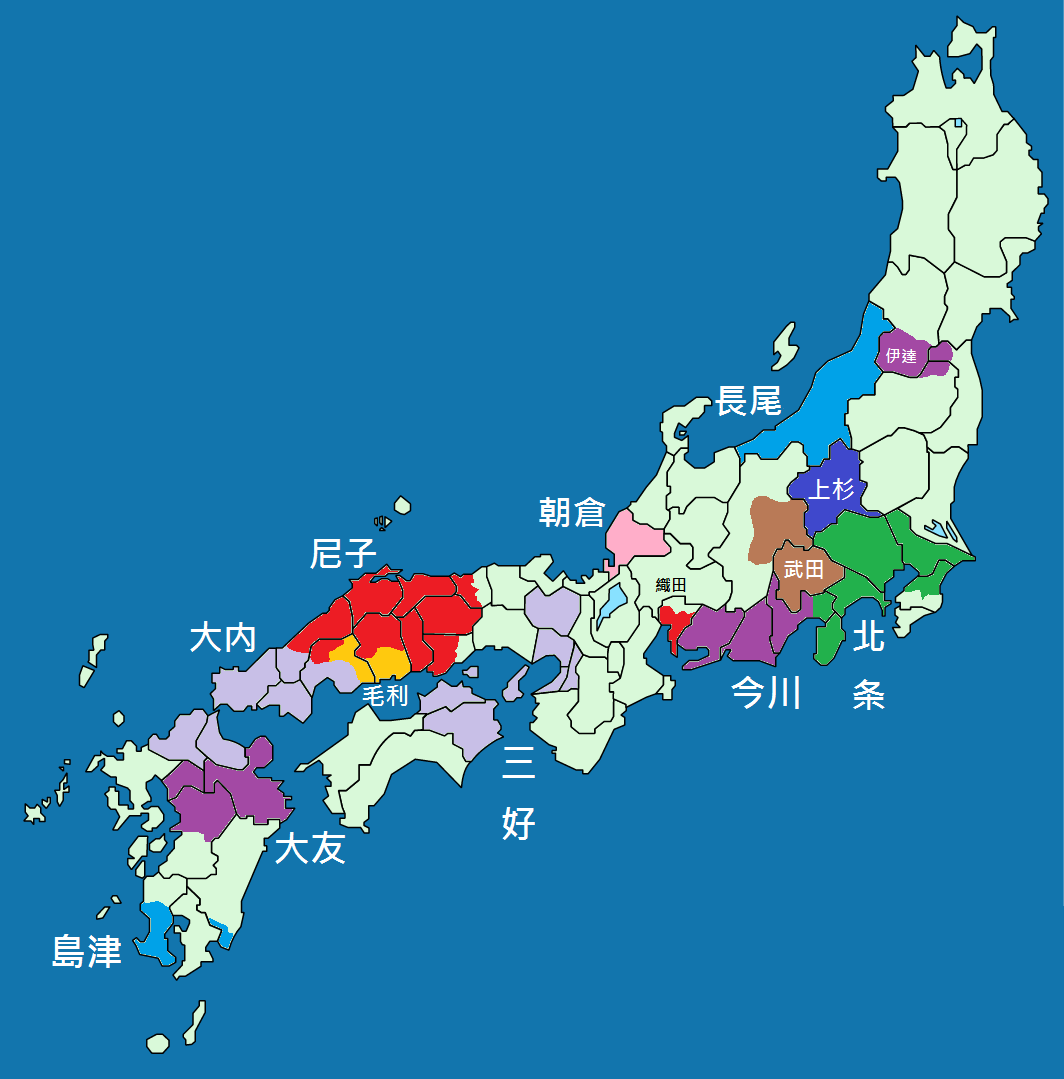
Wichtige der „streitenden Reiche“ (Farben) um 1550 und Provinzen (Grenzen; im Norden aber anachronistisch mit den erst in der Meiji-Restauration erfolgten Teilungen von Dewa & Mutsu)

Zum Ende der Muromachi-Zeit wurde die Funktion der Provinzen als Verwaltungseinheiten vollständig durch die Ländereien der Sengoku-Daimyō verdrängt. An Stellen, an denen die Provinzgrenzen natürlichen Grenzen entsprechen, wie es an vielen Stellen der Fall ist, konnten auch militärisch bestimmte Grenzen denen von Provinzen entsprechen; aber ein direkter Zusammenhang bestand im Krieg nicht mehr. Unter der Herrschaft von Toyotomi Hideyoshi waren die Provinzen endgültig durch die Lehen der Daimyō abgelöst.
Die nach der Reichseinigung wieder der zentralen Autorität des Shōgun untergeordneten Lehen der Edo-Zeit werden nachträglich als Han bezeichnet. Durch die besondere Ausprägung des Edo-zeitlichen Feudalismus, der an das nominelle Einkommen (Kokudaka) eines Territoriums, nicht das Territorium selbst geknüpft war, konnte ein politisch starker Shōgun Territorien so umverteilen, dass die han potentieller Rivalen militärisch oder wirtschaftlich nicht gut haltbar waren. Vor allem unter den ersten Tokugawa zu Beginn der Edo-Zeit gab es weitreichende territoriale Neuordnungen; mancherorts blieben die Grenzen danach für Jahrhunderte unverändert. Außerdem vergab er an die Hatamoto kleinere Lehen, und die in der Reichseinigung weltlich zwar weitgehend entmachteten Schreine, Tempel und Klöster durften weiter kleine geistliche Territorien behalten. Es entstand so vor allem in den zentraleren Landesteilen um die große Shogunatsdomäne (bakuryō) ein Flickenteppich mit zahlreichen Kleinterritorien, En- und Exklaven. Beispielsweise im heutigen Hyōgo, das sich in fünf Provinzen erstreckt, gab es über 100 verschiedene Territorialherrscher; manche mächtige, vor allem „äußere“ (tozama) Fürsten in Nord- und Südjapan herrschten wiederum nach wie vor praktisch über eine gesamte oder sogar mehrere Provinzen. Die Provinzen verblieben als geografische Regionsbezeichnung und die Bevölkerung gab einen bestimmten Ort oft mit der Kombination aus Provinz und Han an.

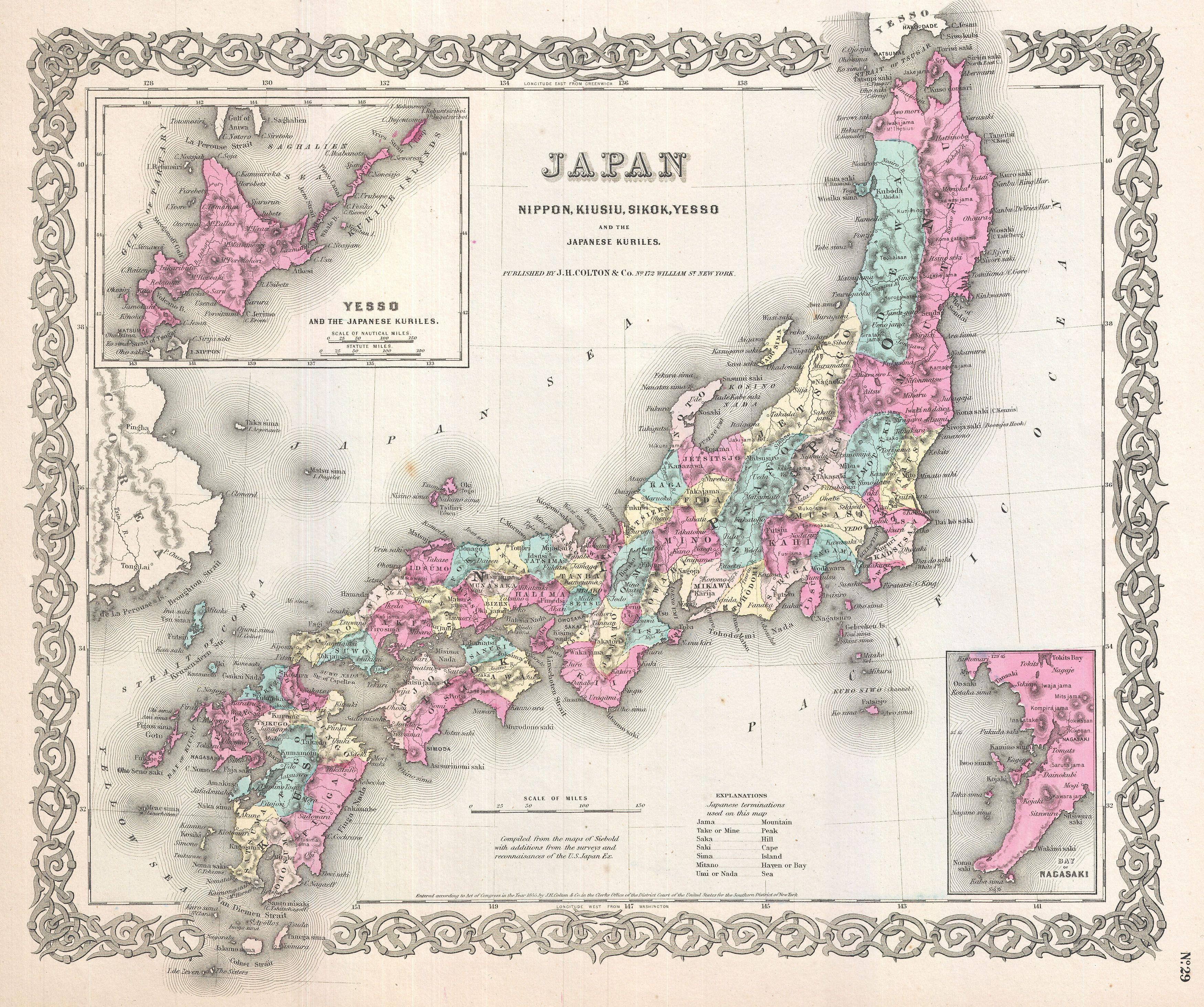
Auf Siebolds Material und Perrys Expedition basierende US-Karte Japans von 1855 mit Provinzeinteilung

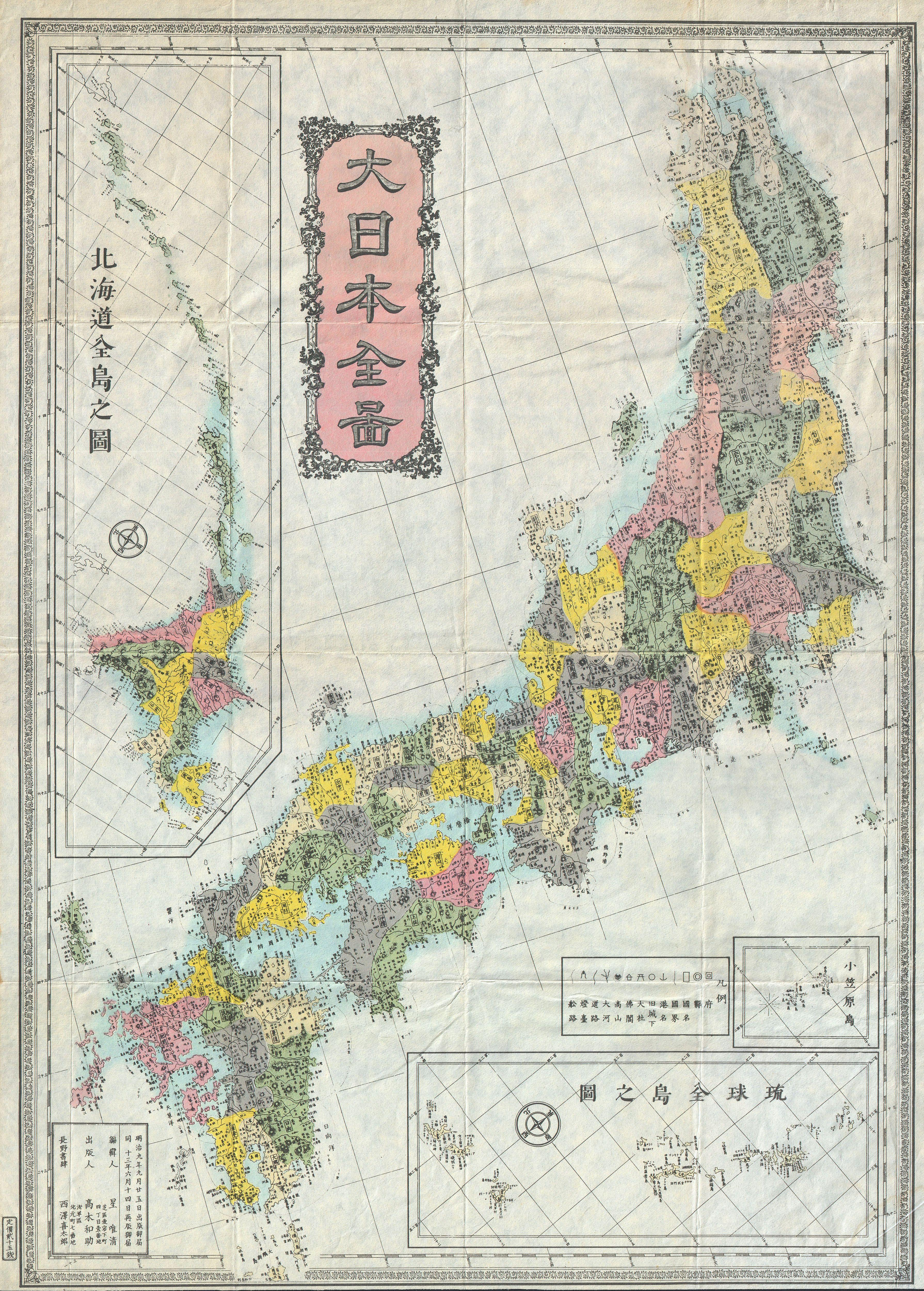
Japanische Karte von 1880 mit Provinzeinteilung, einschließlich der Meiji-zeitlichen Provinzen in Ezo/Hokkaidō; für die Präfekturen (府, fu und 縣, ken) sind nur die Verwaltungssitze gekennzeichnet.

Im Boshin-Krieg und während der Meiji-Restauration wurden ab 1868 die Shōgunatsterritorien und einige wenige Rebellen- (bzw. Shogunatsloyalisten-)Han durch Fu (städtische Präfekturen) und Ken (ländliche Präfekturen) ersetzt und die übrigen Han im fu/han/ken-System zunächst als administrative Einheiten legitimiert, aber 1871 sämtlich durch Ken ersetzt. Als Teil des Adress-Systems wurden die Provinzen nicht abgeschafft, sondern spielten eine noch wichtigere Rolle. 1871 gab es 304 Präfekturen und 68 Provinzen (ohne Hokkaidō und die Provinz Ryūkyū). Die vielen Präfekturen entsprachen zunächst den feudalen Vorgängern mit ihren komplizierten Grenzen. Anschließend wurden die Präfekturen in mehreren Wellen fusioniert, geteilt und ihre Grenzen verschoben. Bis zum Ende der 1880er Jahre wurden dadurch im Wesentlichen die heutigen 47 Präfekturen gebildet, deren Grenzen an vielen Stellen mit denen der Provinzen deckungsgleich sind. Erst nach dieser Konsolidierung der Präfekturen konnten sie die Provinzen als geographischer Bezugsrahmen weitgehend ersetzen.
Bis heute sind die Provinzen durch kein Gesetz abgeschafft, sie werden aber als veraltet angesehen. Ihre Namen werden jedoch noch immer oft als Teil von geografischen Bezeichnungen, Firmennamen und Marken verwendet. So schlug der Gouverneur der Präfektur Nagano noch Anfang des 21. Jahrhunderts die Umbenennung seiner Präfektur in Shinshū vor (ein aus der Provinz Shinano abgeleiteter Name).

## Provinzen

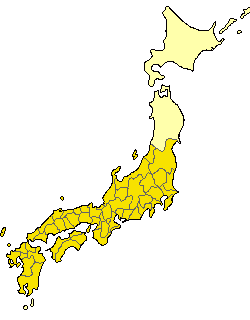
Provinzen um 701–702
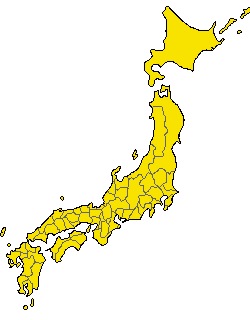
Provinzen in der Kamakura-Zeit bis 1868

### Kinai
- Provinz Yamashiro (in dieser Provinz liegt Kyōto)
- Provinz Yamato (damals Sitz des Kaisers)
  - 716–738:
    - Provinz Yamato
    - Yoshino-gen
- Provinz Kawachi
- Provinz Izumi (716 als Izumi-gen von Kawachi abgetrennt, 740 zu Kawachi, 757 wieder abgetrennt)
- Provinz Settsu

Kinai
Tōkaidō

### Tōkaidō(東海道, dt. „Östliche-See-Route“)
- Provinz Iga
- Provinz Ise
- Provinz Shima (im 8. Jahrhundert von Ise abgetrennt)
- Provinz Owari
- Provinz Mikawa
- Provinz Tōtōmi
- Provinz Suruga
- Provinz Izu
- Provinz Kai
- Provinz Sagami
- Provinz Musashi (vor 771 in Region Tōsandō)
- Provinz Awa (718 von Kazusa abgetrennt, 741 zu Kazusa, 757 wieder abgetrennt)
- Provinz Kazusa (Teil der alten Provinz Fusa)
- Provinz Shimousa (Teil der alten Provinz Fusa)
- Provinz Hitachi

### Tōsandō(東山道, dt. „Östliche-Gebirgs-Route“)
- Provinz Ōmi
- Provinz Mino
- Provinz Hida
- Provinz Shinano
  - 721–731:
    - Provinz Shinano
    - Provinz Suwa
- Provinz Kōzuke (Teil der alten Provinz Kenu)
- Provinz Shimotsuke (Teil der alten Provinz Kenu)
- Provinz Musashi (771 zur Region Tōkaidō)

Tōsandō
Hokurikudō

- Provinz Dewa
  - ab 1869:
    - Provinz Uzen
    - Provinz Ugo
- Provinz Mutsu
  - um 718:
    - Provinz Mutsu
    - Provinz Iwaki
    - Provinz Iwase

  - ab 1869:
    - Provinz Rikuō (Mutsu)
    - Provinz Rikuchū
    - Provinz Rikuzen
    - Provinz Iwaki
    - Provinz Iwashiro

- Tōsandō
- Hokurikudō

### Hokurikudō(北陸道, dt. „Nördliche-Land-Route“)
- Provinz Wakasa
- Provinz Echizen (Teil der alten Provinz Koshi)
- Provinz Kaga (823 von Echizen abgetrennt)
- Provinz Noto (718 von Echizen abgetrennt, 741 zu Etchū, 757 wieder abgetrennt)
- Provinz Etchū (Teil der alten Provinz Koshi)
- Provinz Echigo (Teil der alten Provinz Koshi)
- Provinz Sado

### San’indō(山陰道, dt. „Gebirgsrücken-Route“)
- Provinz Tamba
- Provinz Tango (713 von Tamba abgetrennt)
- Provinz Tajima
- Provinz Inaba
- Provinz Hōki
- Provinz Izumo
- Provinz Iwami
- Provinz Oki

San’indō
San’yōdō

### San’yōdō(山陽道, dt. „Gebirgsfront-Route“)
- Provinz Harima
- Provinz Bizen (Teil der alten Provinz Kibi)
- Provinz Bitchū (Teil der alten Provinz Kibi)
- Provinz Bingo (Teil der alten Provinz Kibi)
- Provinz Mimasaka (713 von Bizen abgetrennt)
- Provinz Aki
- Provinz Suō
- Provinz Nagato

### Nankaidō(南海道, dt. „Südliche-See-Route“)
- Provinz Kii
- Provinz Awaji
- Provinz Awa
- Provinz Sanuki
- Provinz Iyo
- Provinz Tosa

Nankaidō
Saikaidō (ohne die Ryūkyū-Inseln)

### Saikaidō(西海道, dt. „Westliche-See-Route“)
- Provinz Buzen (Teil der alten Provinz Toyo)
- Provinz Bungo (Teil der alten Provinz Toyo)
- Provinz Chikuzen (Teil der alten Provinz Tsukushi)
- Provinz Chikugo (Teil der alten Provinz Tsukushi)
- Provinz Hizen (Teil der alten Provinz Hi)
- Provinz Higo (Teil der alten Provinz Hi)
- Provinz Hyūga
- Provinz Ōsumi (713 von Hyūga abgetrennt)
  - 702–824:
    - Provinz Ōsumi
    - Provinz Tane
- Provinz Satsuma (702 von Hyūga abgetrennt)
- Provinz Iki
- Provinz Tsushima
- Provinz Ryūkyū (War bis zur Meiji-Restauration ein Vasallenstaat des japanischen Lehens Satsuma. 1871 ging es in der Präfektur Kagoshima auf. Nach dem Zweiten Weltkrieg wurde es von den USA beherrscht. 1972 erfolgte die Rückgabe an Japan als Provinz und kurz danach die Einrichtung der Präfektur Okinawa.)

### Hokkaidō(北海道, dt. „Nördliche-See-Route“)
- Provinz Oshima
- Provinz Shiribeshi
- Provinz Iburi
- Provinz Ishikari
- Provinz Teshio
- Provinz Kitami
- Provinz Hidaka
- Provinz Tokachi
- Provinz Kushiro
- Provinz Nemuro
- Provinz Chishima